# Victor Hope
Victor Hope, 2e marquis de Linlithgow, né Victor Alexander John Hope le 24 septembre 1887 à South Queensferry en Écosse et mort le 5 janvier 1952 dans la même ville, est un homme politique unioniste britannique, agronome et administrateur colonial qui fut gouverneur général et vice-roi des Indes de 1936 à 1943.
Il est vice-président de la Royal Society of Edinburgh, chancelier de l'université d'Édimbourg et Lord High Commissioner auprès de l'Assemblée générale de l'Église d'Écosse.

## Biographie

### Début de sa vie et famille
Victor Hope  est né au Hopetoun House à South Queensferry dans le Linlithgowshire en Écosse, le 24 septembre 1887.
Il est le fils aîné de John Adrian Louis Hope, 7e comte de Hopetoun, plus tard 1er marquis de Linlithgow, et de Hersey Everleigh-de-Moleyns, fille du quatrième baron Ventry. Sa marraine est la reine Victoria.
Il fait ses études à la Ludgrove School et à l'Eton College et, le 29 février 1908, il succède à son père en tant que 2e marquis de Linlithgow.
En 1912, âgé de 25 ans seulement, il est élu membre de la Société royale d'Édimbourg, proposé par William Turner, Alexander Crum Brown, Cargill Gilston Knott et James Haig Ferguson (en). Il est vice-président de la société de 1934 à 1937.

### Début de carrière
Linlithgow sert comme officier sur le front occidental pendant la Première Guerre mondiale. Transféré du Lothians and Border Horse (en), il commande un bataillon du Royal Scots. Il est nommé officier de l'ordre de l'Empire britannique, terminant la guerre avec le grade de colonel.
Il occupe ensuite diverses fonctions mineures dans les gouvernements conservateurs des années 1920 et 1930. De 1922 à 1924, il est lord civil de l'Amirauté et devient président de l'organisation du parti unioniste en 1924 pour deux ans. Il est également président de la Navy League de 1924 à 1931. Il est président du Medical Research Council et du conseil d'administration de l'Imperial College London. Linlithgow est également président du comité sur la distribution et les prix des produits agricoles et président de l'Edinburgh and East of Scotland College of Agriculture jusqu'en 1933. En 1926, il est président de la Commission royale sur l'agriculture en Inde, qui publie ses conclusions en 1928. Influencé par les contributions à la Commission royale, « dix ans plus tard, lorsqu'il devient vice-roi des Indes, il manifeste un intérêt personnel pour la nutrition, la plaçant au premier rang des priorités de la recherche ». La raison de l'envoi d'une Commission sur l'agriculture sous Linlithgow est "qu'une réforme constitutionnelle sans réforme économique et éducative ne ferait rien pour améliorer les conditions de vie de la masse de la population de l'Inde, et c'est ce qui importe le plus".
D'avril 1933 à novembre 1934, il est président de la commission parlementaire mixte sur la réforme constitutionnelle indienne, chargée d'examiner les propositions d'autonomie indienne contenues dans le Livre blanc du gouvernement de mars 1933. Il accepte ce poste après que Lord Salisbury l'a refusé (bien qu'il ait accepté de siéger à la commission) et que Sidney Peel (en), le second choix, est tombé malade à cause d'une phlébite. Linlithgow déclare au Joint Select Committee qu'il ne ferait preuve d'aucun favoritisme entre les factions indiennes (hindous, musulmans et États princiers) et qu'il serait neutre, tout comme il l'est entre ses cinq propres enfants. Les propositions de la commission deviennent la loi de 1935 sur le gouvernement de l'Inde.

## Vice-roi
Après avoir refusé le poste de gouverneur de Madras et celui de gouverneur général d'Australie (son père est le premier gouverneur général d'Australie), il devient vice-roi des Indes, succédant à Lord Willingdon. Se rendant en Inde sur le paquebot P&O RMS Strathmore (en), il arrive à Bombay, avec sa femme, ses filles et son personnel, le 17 avril 1936. Linlithgow met en œuvre les plans d'autonomie locale prévus par la loi de 1935 sur le gouvernement de l'Inde, qui aboutit à la mise en place de gouvernements provinciaux dirigés par le Parti du Congrès dans cinq des onze provinces de l'Inde britannique, mais la réticence des princes empêche l'établissement de gouvernements élus dans la plupart des États princiers.

## Retraite
Son mandat de sept ans en tant que vice-roi, le plus long de l'histoire du Raj, s'achève en 1943.
Les Indiens sont moins aimables dans leur évaluation de sa carrière. V. P. Menon, dans The Transfer of Power in India (Le transfert du pouvoir en Inde), déclare : « Son régime de 7½ ans - plus long que celui de tout autre vice-roi - s'est distingué par son manque de réalisations positives. Lorsqu'il quitta l'Inde, la famine sévissait dans certaines parties de la campagne. La détresse économique est due à l'augmentation du coût de la vie et à la pénurie de produits de base. Sur le plan politique, Sir Tej Bahadur Sapru (en) a exprimé le sentiment général en ces termes : Aujourd'hui, je le dis, après sept ans d'administration de Lord Linlithgow, le pays est beaucoup plus divisé qu'il ne l'était lorsqu'il est arrivé ici ».
Presbytérien sincère, il est haut-commissaire de l'Église d'Écosse en 1944 et 1945. Il est décédé en 1952.